# 道の駅しおのえ
道の駅しおのえ（みちのえき しおのえ）は、香川県高松市にある国道193号の道の駅である。
高松市は塩江道の駅エリア再整備事業に取り組んでおり施設を移転し再整備する予定である。塩江道の駅エリア再整備事業では2026年の開業を目標に道の駅と温浴施設の複合観光施設を新設する計画である。

## 施設
- 駐車場
  - 普通車：22台
  - 大型車：2台
  - 身障者用：1台
- トイレ
  - 男：7器
  - 女：5器
  - 身障者用：1器
- 公衆電話
- 郵便ポスト（高松南郵便局）
- 観光案内所
- 物産館
- EVスポット（電気自動車用充電器）

## 休館日
- 毎週火曜日（祝日の場合、翌日）
- 年末年始

## アクセス
- 国道193号（国道377号・国道492号重複区間） - 登録路線
  - 香川県道7号美馬塩江線
  - 香川県道30号塩江屋島西線

## 周辺
- 塩江温泉
- 内場ダム
- 大滝山
- 行基の湯（道の駅エリア再整備事業に伴い2023年5月8日閉館）[2]